# Puissalicon
Puissalicon település Franciaországban, Hérault megyében. Lakosainak száma 1352 fő (2022. január 1.). Puissalicon Coulobres, Espondeilhan, Lieuran-lès-Béziers, Magalas, Pouzolles és Puimisson községekkel határos.

## Népesség
A település népességének változása:
| Lakosok száma | 788  | 810  | 802  | 1012 | 1245 | 1314 | 1353 | 1348 | 1349 | 1352 |
|               | 1968 | 1982 | 1990 | 2006 | 2013 | 2015 | 2017 | 2019 | 2020 | 2022 |